# Pozłotnictwo

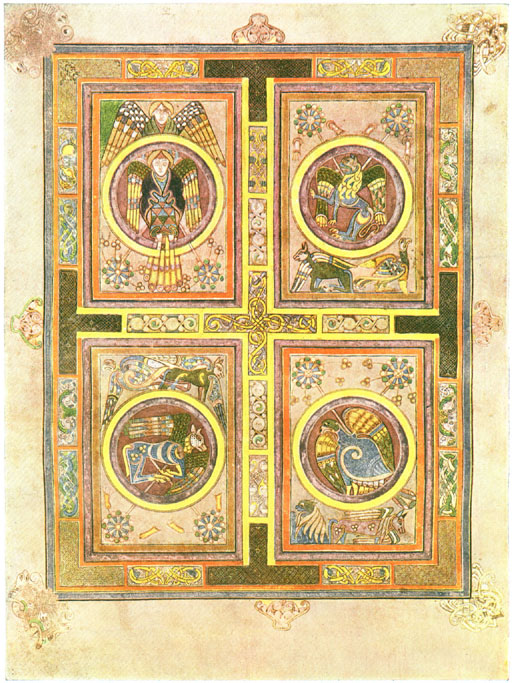
złocenia w iluminowanym rękopisie
Księga z Kells, IX w.

Pozłotnictwo – rzemiosło artystyczne zajmujące się pokrywaniem podłoża metalami, zwykle szlachetnymi.
Do pozłotnictwa nie zalicza się technik stosowanych w jubilerstwie i metaloplastyce, np. złocenia ogniowego, galwanicznego czy platerowania. Również stosowane współcześnie złote farby w sprayu i w płynie nie zaliczają się do klasycznego pozłotnictwa.

## Zarys historii

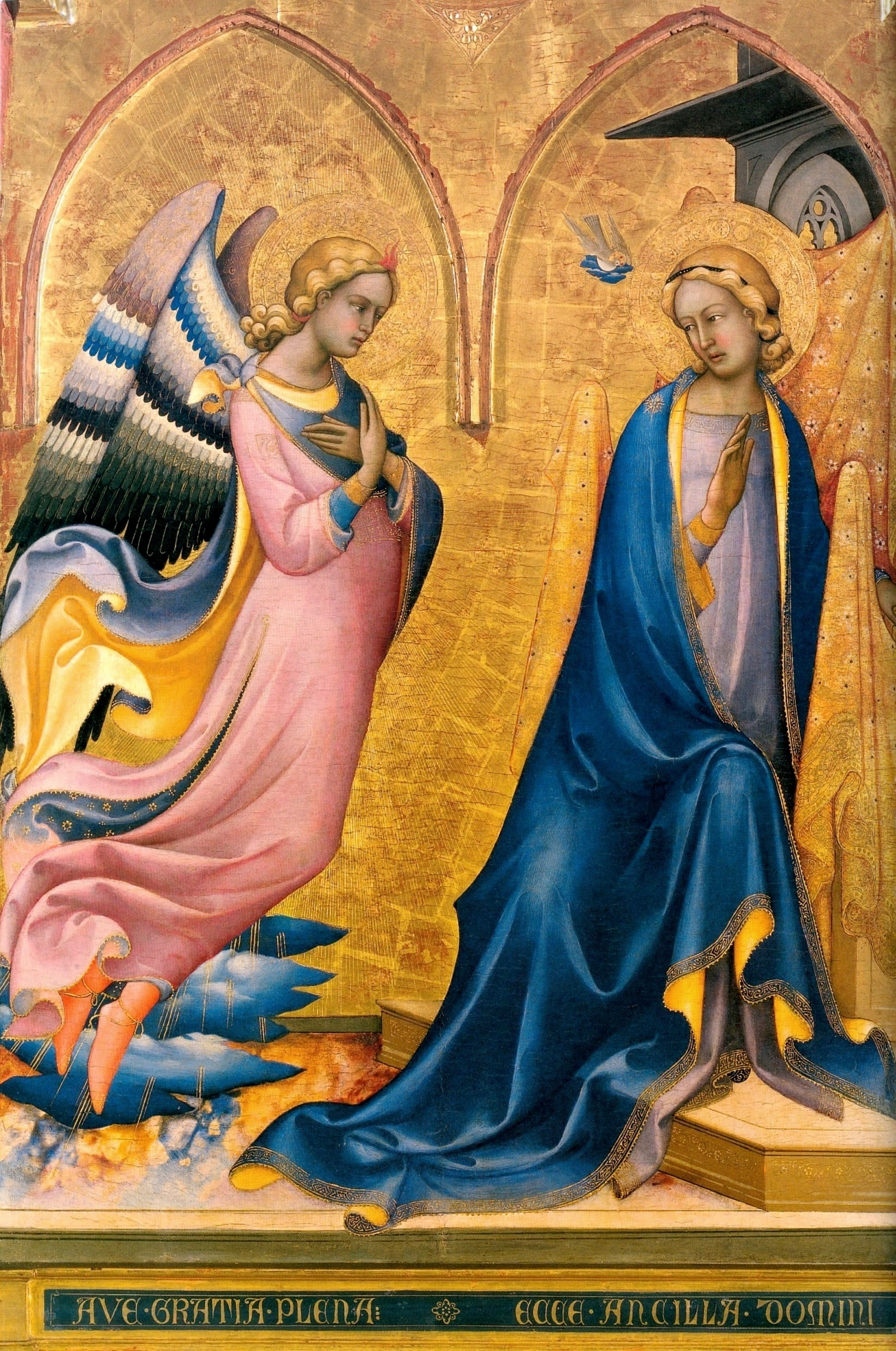
Złocenia w malarstwie gotyckim
Lorenzo Monaco, Zwiastowanie ok. 1415

Znaczenie złota w dziejach ludzkości i w świecie współczesnym wiąże się z jego właściwościami, czyli barwą, połyskiem, kowalnością, plastycznością, odpornością na zmiany chemiczne oraz rzadkością występowania w przyrodzie. Te cechy decydowały o wartości złota i tworzyły w naszej kulturze jego boską symbolikę oraz znaczenie, które towarzyszy nam w każdej dziedzinie sztuki. Złoto symbolizowało egipskiego boga słońca Ra. Sztuka pozłacania ma bardzo starą i bogatą tradycje sięgającą czasów starożytnych. Powstanie techniki pozłotniczej należy wiązać z pragnieniem zastąpienia złota w czystej postaci, znacznie tańszym kosztem niż to miało miejsce w złotnictwie, z jednoczesnym zachowaniem wszelkich walorów symbolicznych i estetycznych, bogactwa, ozdobności oraz przepychu jakie ze sobą niesie. Trudno jednoznacznie wskazać miejsce oraz dokładny czas powstania tej dziedziny sztuki. Według niektórych źródeł historycznych, prekursorami tej metody zdobnictwa byli Hindusi, którzy jako pierwsi opanowali umiejętność rozklepywania złota na płatki około 3000 lat p.n.e., jednak brak jest jakichkolwiek bliższych informacji na ten temat. Przypuszcza się natomiast iż pierwsze techniki tego rzemiosła rozwinęli Fenicjanie, Chińczycy oraz Egipcjanie, u których złoto płatkowe znane było już w XXVI wieku p.n.e. Znane są zabytki sztuki egipskiej z okresu ok. 1000 lat p.n.e. z zastosowaniem pozłoty na zaprawie cynobrowoczerwonej. W tym samym okresie pojawiła się na malowidłach pozłota na spoiwie białkowym. Lud zamieszkujący Dolinę Nilu, poza dekorowaniem świątyń i grobowców, wytwarzał różnorodne elementy zdobnicze. Przedmioty te, najczęściej wykonane z kamienia i drewna, ozdabiane były bardzo cienkimi złotymi listkami.Niewątpliwie społeczność tego regionu dostarczała informacji na temat technik pozłotniczych całemu ówczesnemu światu. Przykłady złocenia płatkowego można również znaleźć w okresie Starożytnej Grecji oraz Rzymu. W Grecji płatki złota były znane już w epoce homeryckiej, czyli około IX wieku p.n.e. Wykonywanie zdobień w formie złoceń można spotkać w świątyniach, które w owym czasie były zasadniczym typem architektury monumentalnej.
Kultura oraz sztuka archaicznego Rzymu nierozerwalnie wiązała się ze spuścizną cywilizacji starożytnej Grecji. Jednym z licznych tego dowodów był wybudowany w latach 64–68 n.e. pałac, powszechnie znany jako Złoty Dom Nerona, który zdumiewał swą wielkością oraz obfitością dekoracji.
Rozwój sztuki średniowiecza bezpośrednio wiązał się z dominacją oraz ekspansją religii chrześcijańskiej na terenie Europy. Zasadniczym motywem zdobniczym tego okresu było złoto, które symbolizowało blask światła boskiego. Materiał ten pełnił również funkcje koloru, nowego rodzaju barwy, odmiennej od jaskrawości znanej z okresu późnego antyku. Złoto dzięki zróżnicowaniu materiałowemu oraz fakturowemu, dawało możliwość otrzymania rozmaitych efektów wizualnych. Doskonale potrafił to wykorzystać lud zamieszkujący Azję Mniejszą, tworząc w świątyniach, a także na elewacjach, wielobarwne mozaiki. Technika tworzenia mozaik w sztuce bizantyjskiej polegała na nakładaniu płatków na drobne, sześcienne kostki, wykonane z masy szklistej, które następnie układano w zaprawie. Osadzenie materiału w zaprawie w sposób nierównomierny, z rozmaitym nachyleniem względnie siebie, z niejednolitą wielkością, większym lub mniejszym wgłębieniem, z różnorodną grubością płatka, w połączeniu z różnobarwnymi kamykami, pozwalało uzyskać mozaiką doskonałe efekty żywości, migotliwości, bogactwa oraz przepychu.Inną formą zdobniczą mozaik były tzw. złote kostki tessera. Metoda ta polegała na wykonaniu złocenia wewnątrz połączenia szklanych lub przeźroczystych alabastrowych kostek. Kostki osadzano na zaprawie wapiennej natomiast pozłotę na materiał nakładano w technice olejnej lub żelatynowej.
W zależności od położenia geograficznego, miejsca kultu takie jak: świątynie, bazyliki, kościoły, cerkwie, charakteryzowały się odmiennym zastosowaniem dekoracji zdobniczych oraz bogactwa formy. Rozwinięcie Rusi Kijowskiej oraz Rosji, ściśle wiązało się z przejęciem wzorców bizantyjskich. Kapiące złotem świątynie i pałace bizantyjskie w znacznym stopniu wpłynęły na sztukę tego regionu. Od złotych wież wzięła również swój przydomek Zlata Praha. W Polsce znanym, lecz mniej monumentalnym obiektem jest Wawel, a dokładnie złota łuska, pokrywająca kaplicę Zygmuntowską.
Począwszy od XIX w. w pozłotnictwie następuje stopniowy zanik tradycyjnych metod wykonawczych, spowodowany zastąpieniem ich znacznie prostszą techniką, czyli złoceniem pokostowym. Według Zdzisława Engelmana, autora książki pt. „Pozłotnictwo”, popularność stosowania tego typu spoiwa, przyczyniła się do stopniowego zaniku rzemiosła specjalizującego się w tej dziedzinie sztuki. Innego zdania jest natomiast znawca tematu, autorytet w dziedzinie pozłotnictwa, mistrz pozłotnictwa Ludomir Domański, który twierdzi iż w tym okresie sztuki nastąpił znaczny rozkwit sztuk pozłotniczych, czego dowodem były nowo powstałe Cechy Pozłotników na terenie Polski.
Techniki pozłotnicze rozwijały się wraz z możliwościami uzyskania coraz cieńszej złotej folii i złota w proszku. Znajdowały zastosowanie w różnych dziedzinach sztuki i rzemiosła, ale najbardziej stosowane były w rzeźbie i malarstwie.
Stosowane w malarstwie bizantyjskim weszły później na stałe do kanon malarstwa ikon i gotyckiego, zwłaszcza w partiach tła i aureoli. Było również stosowane w malarstwie miniaturowym w iluminowanych rękopisach. W początkach naszej ery znane było też na Dalekim Wschodzie.
W gotyku również było powszechnie stosowane dla zdobienia rzeźby polichromowanej.
Trochę straciło na popularności w dobie renesansu ograniczając się do dzieł rzemiosła i sztuki zdobniczej.
Wielką popularność przeżywało w okresie baroku, zwłaszcza w rzeźbie i dekoracji wnętrz.
Styl klasycystyczny znów ograniczył stosowanie pozłoty; również w sztuce XIX i XX w. jej zastosowanie było marginalne. Jednym ze stosunkowo nielicznych malarzy XX wieku stosującym często techniki pozłotnicze w swoich obrazach był Gustav Klimt.
Od tego czasu do chwili obecnej zastosowanie pozłotnictwa ogranicza się przede wszystkim do prac konserwatorskich, kopii, rzemiosła artystycznego (pozłotnictwo ram, introligatorstwo), stosunkowo rzadko znajdując zastosowanie we własnej twórczości artystów współczesnych.

## Materiały
Do pozłacania używa się:

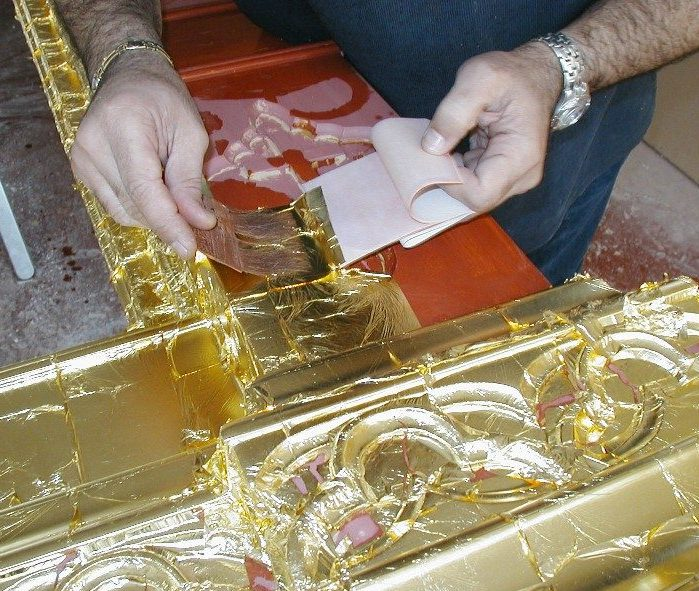
Nakładanie złota na ramę

- folii metalowej – złotej, srebrnej, brązowej (tzw. szlagmetal lub szych), aluminiowej, cynowej (cynfolia) i sporadycznie z innych metali, bardzo cienko rozklepanej do postaci tzw. płatków. Płatek złota w średniowieczu miał grubość ok. 0,001 mm, obecnie produkowane są płatki grubości 0,000125 mm. Obecnie określa się grubość płatków gramaturą, która informuje ile gram złota jest użyte na wykonanie 1000 płatków. Ta gramatura waha się od 11 g do 17,5 g w przypadku płatków 80 × 80 mm. Płatki innych metali są grubsze. Płatki mają wymiary od 60 × 60 mm do 91,5 × 91,5 mm (złoto) do 160 × 160 mm (brąz) i są tradycyjnie pakowane po 25 płatków, co jest nazywane „książeczką”. 12 książeczek daje „książkę” liczącą 300 płatków. Cieniutką folię złota produkowano ręcznie rozklepując wielokrotnie kawałek złota, w końcowych etapach płatki przekładano delikatną skórą zwierzęcą (jagnięcą, koźlą) lub pergaminem. Obecnie produkcja płatków, zwłaszcza z metali nieszlachetnych, jest maszynowa.

- proszku metalowego – tych samych metali, z których uzyskuje się płatki. W przeszłości zresztą proszek metalowy często uzyskiwano ucierając je. Dawniej (od starożytności) złoto w proszku, zmieszane ze spoiwem organicznym sprzedawano w muszlach małży, stąd nazywano je złotem muszelkowym. Obecnie najczęściej produkuje się proszek metodą strącania chemicznego metalu.

## Narzędzia

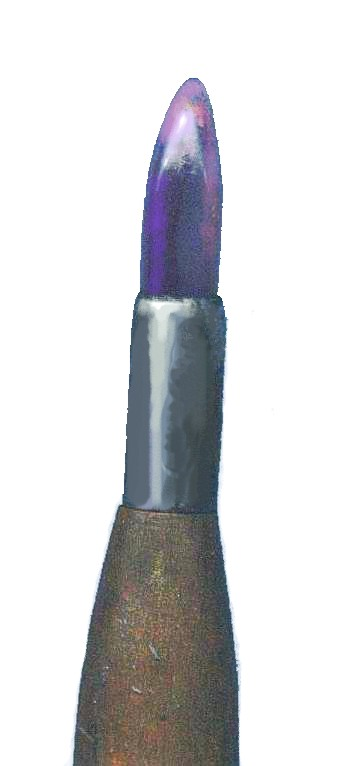
Agat pozłotniczy

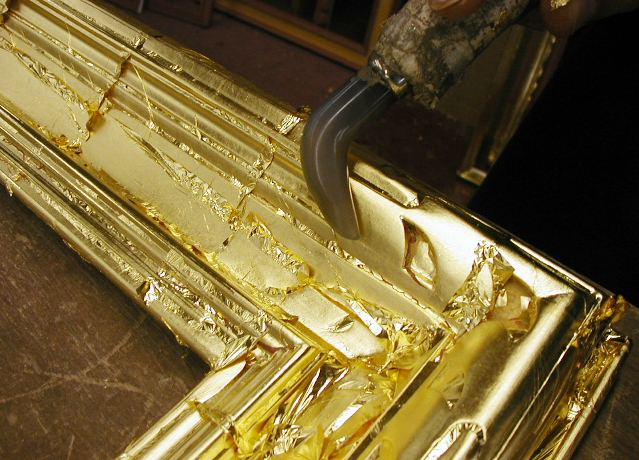
Rama z naniesioną 22 karatową złotą folią, wygładzana agatem pozłotniczym

Do przygotowywania podłoża i gruntu używa się w pozłotnictwie tych samych narzędzi co w malarstwie – pędzli, szpachli, pumeksu, papierów ściernych. Do szlifowania profilowanych i rzeźbionych powierzchni stosuje się specjalne metalowe gładziki, rodzaj dłut o różnych kształtach. Inne narzędzia są specyficzne i stosowane tylko w pozłotnictwie:
- poduszka pozłotnicza – płaska, twarda poduszka pokryta delikatną skóra na której kroi się płatki, szczególnie złota,
- nóż pozłotniczy – długi, prosty nóż, zwykle okrągło zakończony służący do krojenia płatków,
- pędzel pozłotniczy – płaski, czasem wachlarzowaty, pędzel z miękkiego włosia zwany nastrzelaczem, służący do przenoszenia przyciętych płatków na złocony obiekt,
- agat pozłotniczy – gładzik do polerowania pozłoty, wykonywany z kamieni półszlachetnych lub kłów zwierzęcych.

## Techniki

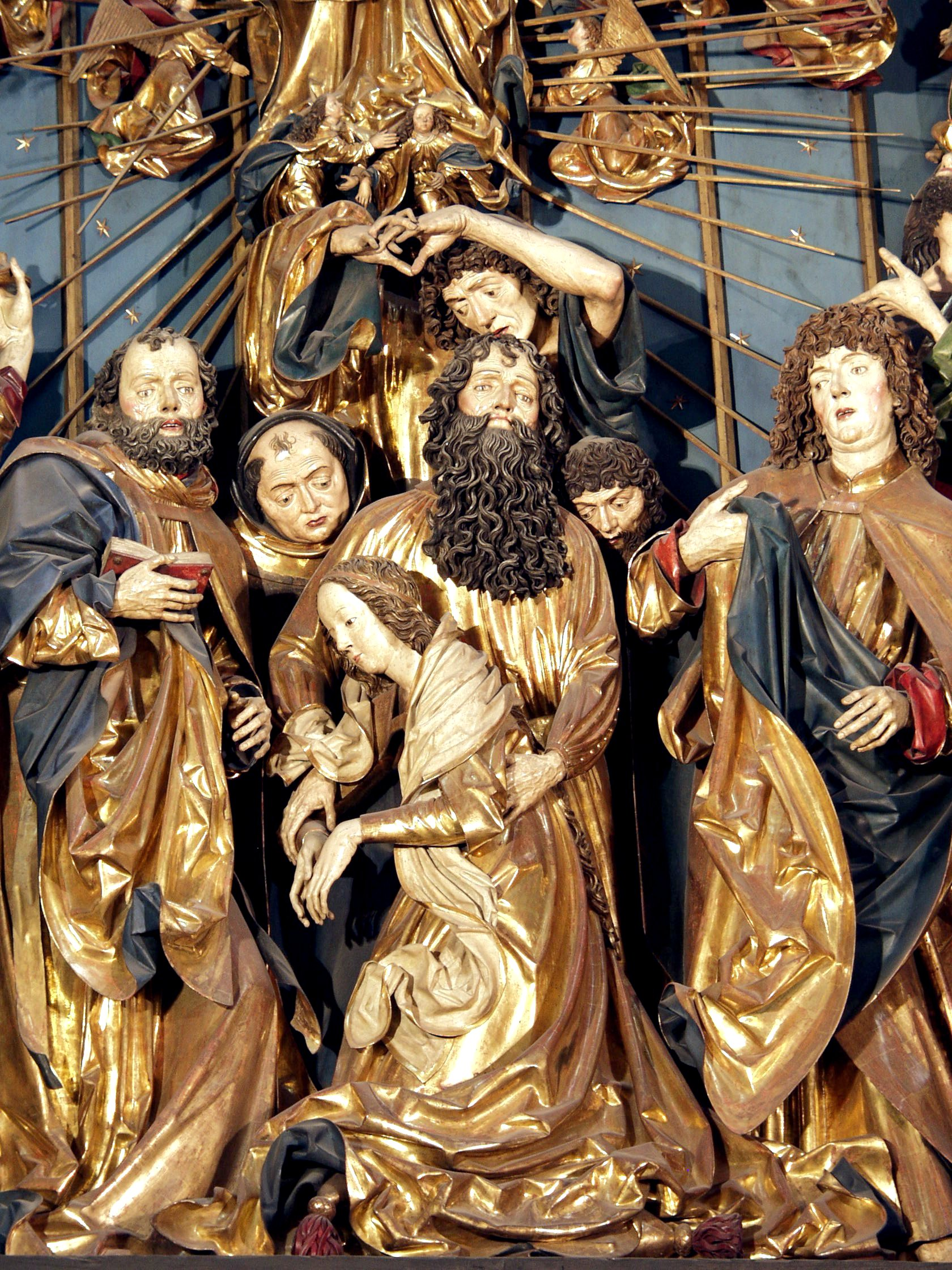
złocenia w ołtarzu mariackim Wita Stwosza, k.XV w.

Klasyczne pozłotnictwo stosuje dwie podstawowe techniki: pozłacanie na pulment i na mikstion.
- pozłacanie na pulment (nazywane też pozłacaniem techniką klejową lub połyskową, na poler) – polega na przyklejaniu płatków do warstwy gruntu, tzw. pulmentu. Zazwyczaj ostatnie warstwy gruntu robione są z bardzo delikatnej glinki o czekoladowo-czerwonawym zabarwieniu tzw. bolusa. Bywały także stosowane pulmenty o innych barwach – białe, żółte, zielone, niebieskie. Kolor pulmentu był dyktowany głównie rodzajem i kolorem metalu płatków. Na bardzo precyzyjnie wypolerowany grunt, niekiedy rzeźbiony, puncowany lub grawerowany, przyklejano przy pomocy spoiwa folię metalową. Jako spoiwo stosowano wodne roztwory klejów glutynowych (głównie skórnych), białko jaja (najlepsze lekko zleżałe!), czasem soki niektórych roślin. Płatki, położone na bardzo delikatnie zwilżony spoiwem pulment polerowano agatem. Uzyskana tą techniką pozłota charakteryzowała się pięknym, metalicznym połyskiem, była jednak wrażliwa na wilgoć, stąd technika ta nie mogła być stosowana w obiektach narażonych na wpływy atmosferyczne. Technikę na pulmencie stosowano w malarstwie, rzeźbie, miniaturach, introligatorstwie, dekoracjach wnętrz, ramach. Niekiedy, zwłaszcza przy bardzo precyzyjnych pracach (miniatury) stosowano zamiast płatków metal w proszku (głównie złoto lub srebro), kładziony na tej samej zasadzie.
- pozłacanie na mikstion (nazywane też pozłacaniem olejnym, pokostowym, matowym, na mat) – polega na przyklejaniu płatków metalu (niekiedy stosowany jest też proszek) do gruntu za pomocą spreparowanego spoiwa tzw. mikstionu. Mikstion najczęściej robiono gotując olej lniany z żywicami i sykatywami. Produkowano mikstiony o różnym, z góry określonym, czasie schnięcia – od tzw. 2 godzinnych do 24 godzinnych. Obecnie stosowane bywają też mikstiony na bazie żywic syntetycznych. Mikstion kładziono na grunt, często barwiony, zwykle kredowy lub kredowo-gipsowy, pokryty izolacyjną warstwą (np. szelakową) i posmarowany bardzo cienką warstwą mikstionu. Szczególnej wprawy wymagało określenie momentu kładzenia płatka na mikstion – nie mógł być on zbyt mokry, gdyż płatek „tonął” ani zbyt suchy, gdyż tracił zdolności klejące. Położony metal dociskano miękkim pędzelkiem, tamponem lub watą. Powierzchnia nie była już potem polerowana, pozostawała lekko matowa, stąd określenie techniki. Technika olejna była odporniejsza na działania atmosferyczne, zwłaszcza na wilgoć, stąd jej zastosowanie również na zewnątrz, na różnych podłożach. Na mikstion złocono m.in. kamienne detale architektoniczne, fragmenty rzeźb czy elementów metalowych (krat, kutych bram) W obu technikach powierzchnia bywała często dodatkowo zabezpieczana lub ozdabiana. Stosowano rozmaite werniksy pogłębiające lub zmieniające barwę pozłoty. Szczególnie często w przypadku srebra stosowano werniksy czerwono-żółte dające efekt imitacji złota.
- inne techniki: stosowano również różne inne techniki pozłotnicze, żadna jednak nie zdobyła takiej popularności i nie doszła do takiego rozkwitu jak dwie powyższe. Stosowano przyklejanie płatków złota na wosk pszczeli, na sok z czosnku, na kleje syntetyczne, na klajster.
  - W introligatorstwie i zdobieniu skóry technikami introligatorskimi stosowana jest technika złocenia na gorąco, polegająca na przyklejaniu pozłoty przy pomocy rozgrzanych metalowych punc i tłoków. Jako spoiwo stosowana jest najczęściej roztopiona kalafonia. Obecnie stosowane są gotowe, fabrycznie przygotowane pozłotnicze folie introligatorskie – w postaci cienkich, wykonanych z przezroczystego odpornego na temperaturę plastiku, pokrytego z jedne strony metalem (nanoszony zwykle natryskowo), z drugiej warstwą klejącą, opartą na kalafonii.
  - W zdobieniu ram stosowano niekiedy technikę pozłacania proszkiem brązowym kładzionym na mikstionie, połączoną wyjątkowo z polerowaniem agatem. Popularne to było zwłaszcza w tańszych ramach na przełomie XIX i XX w.
  - Na Dalekim Wschodzie prócz technik zbliżonych do pozłacania na pulment i mikstion rozwinęło się również pozłotnictwo na lace, najczęściej przy pomocy złotego proszku, nazywane makie.

## Zastosowanie
Techniki pozłotnicze były szeroko stosowane w sztukach plastycznych i rzemiośle artystycznym. Używano ich do zdobienia tła obrazów, detali malarskich (ornamenty, partie szat, aureole, herby) i partii rzeźb. Szczególnie często stosowane były w zdobnictwie wnętrz – złocenia ram obrazów i luster, fragmentów mebli, sztukaterii i fresków. W okresie baroku i rokoka do wielkiego rozkwitu doszło stosowanie w jednym dziele różnych technik pozłotniczych, matowych i polerowanych, często z zastosowaniem metali o różnych barwach. Wykorzystywane również w introligatorstwie do złocenia opraw i brzegów bloku książki. Znajdowało również zastosowanie w innych dziedzinach rzemiosła artystycznego – przy złoceniu sztandarów, szat, herbów, uzbrojenia, luksusowych przedmiotów codziennego użytku.

## Literatura
- Tomasz Sadziak, Klejowe i olejne prace pozłotnicze, Biblioteka Muzealnictwa i Ochrony Zabytków,m seria B, tom LXIX, Warszawa, 1981
- Cennino Cennini, Rzecz o malarstwie, Wrocław, wyd. Ossolineum, 1955
- Władysław Ślesiński, Techniki malarskie. Spoiwa organiczne, Warszawa, wyd.Arkady, 1984
- H. Sylwestrzak, Złoto w przyrodzie i dziejach, Warszawa 1997
- Z. Engelman, Pozłotnictwo, Zielona Góra 2005
- M. Rzepińska, Historia koloru w dziejach malarstwa europejskiego, Kraków 1983
- M. Knobloch, Złotnictwo, Warszawa 1997
- S. Staniszewski, Zastosowania zdobnicze złota w płatkach w złoceniach na elewacjach budynków, pr. licencjacka, SWRAiZ 2008
- Arleta Tylewicz, Sztuka pozłotnictwa i inne techniki zdobienia, Poznań, Wyd. eMPi2, 2007